# بيرند هاينريش
بيرند هاينريش (بالانجليزية: Bernd Heinrich) دكتوراه (ولد في أبريل 19، 1940 في ألمانيا) هو بروفيسور فخري في قسم الأحياء لجامعة فيرمونت وهو كذلك مؤلف العديد من الكتب عن الكتابات الطبيعية، السلوك، علم الأحياء، علم البيئة والتطور. وقد قدم هاينريش إسهامات جوهرية في دراسة فسيولوجية وسلوك الحشرات وكذلك سلوك الطيور. بالإضافة إلى إصدارات أخرى، قام هاينريش بكتابة أكثر من حزمة من الكتب التي حصلت على أشد ما يكون من المديح، ومعظم هذه الكتب عن بحثه الذي يختبر من خلاله التكيف الفسيولوجي والسلوكي لحيوانات أخرى مع بيئاتهم المادية. ومع ذلك كتب أيضاً كتباً إشتملت على انعكاساته الشخصية على الطبيعة. إنه ابن الخبير بالنمس جيرد هاينريش.

## التعليم
حضر هاينريش الكلية في جامعة ماين. وحصل بعدها على الدكتوراه عام 1970 من جامعة كاليفورنيا، لوس أنجلوس. في عام 1971 قبل منصباً في جامعة كاليفورنيا، بركلي حيث أصبح بروفيسوراً في علم الحشرات. بين عامي 1976 و 1977 كان زميلاً في جامعتي غوغنهايم وهارفارد. في عام 1980، قبل هاينريش منصباً كبروفيسوراً لعلم الحيوانات\الأحياء في جامعة فيرمونت. وبين عامي 1988 و1989 كان زميلاً في فون همبولدت.

## المهنة العلمية
تميز هاينريش بعمله البحثي في الفسيولوجية والسلوكية المُقارِنة للحشرات. وقد أوضح عمله الآليات الفسيولوجية الجديدة لتنظيم الحرارة للعث في المناطق الإستوائية مقابل العث في المناطق معتدلة المناخ، وكذلك النحل مقابل نحل العسل، الخنافس، اليعاسيب، الذباب والفراشات. وقد قام بكل ذلك عندما كان في جامعة كاليفورنيا في لوس أنجلوس وبركلي. بعد أن عاد إلى جامعة ماين وبدأ التدريس في جامعة فيرمونت، أدى عمله المُقارِن لفسيولوجية الحشرات إلى دراسات سلوكيه وبيئية من منظور كل الحيوانات (مثال: مقارنة بين مشاركة الطعام بين النحل والغربان الإقليمية). وقد تُوجت دراسته للغربان، التي استغرقت عدة سنوات، بالعديد من الأوراق العلمية عن سلوك الغراب وكتابين وضعا بحثه في سياق واسع.
تتراوح غالبية الكتب الشهيرة لهاينريش بين قصص التحريات البيولوجية (الغربان في الشتاء) والتخصصات العلمية في المجال (الحشرات ذات الدم الحار) إلى المغامرة والسيرة الحياتية (الطائر المشخر). وقد بنيت العديد من هذه الكتب على أبحاثه الأصلية الموثقة في أكثر من 100 مقالة في مجلات علمية مُحكِّمَة.

## مهنة الركض
قد ربح هاينريش العديد من منافسات الركض لمسافات طويلة وحقق رقماً في ال أولتراماراثون الأمريكي المفتوح وسادة (العمر 40 وما فوق) ألعاب القوى خلال الثمانينات. وفي عمر يناهز 39 عاماً، استهل هاينريش مهنة سيادة ألعاب القوى بفوز كامل بماراثون الغولدن غيت، بتوقيت يبلغ 2:29:16، على مِضْمار كثير التلال في سان فرانسيسكو، كاليفورنيا. في عام 1980، ركض هاينريش 2:22:34، أفضل توقيت شخصي في حياته، في ماراثون الوادي الغربي في بورلينغامي، كاليفورنيا، حيث حصل على المركز الثالث وفوت فرصة التأهل لاختبارات ماراثون أولمبياد الولايات المتحدة لعام 1980 بأربعين ثانيةً فقط. في أبريل 21، 1980، وبعد يومين من عيد ميلاده، كان أول السادة الذين تمكنوا من إنهاء ماراثون بوسطن، بتوقيت 2:25:25، حاصلاً بذلك على المركز الواحد والخمسين بشكل عام. عندها ترك هاينريش سباقات الماراثون وتوجه إلى الأولتراماراثون. في عام 1981، حقق أرقاماً قياسية متعددة خلال سباق طريق مُرَكَبْ يبلغ 50 ميل\100 كيلومتر في شيكاغو. في سباق 50 ميل، كان انتهاءه في المركز الثاني رقماً قياسياً لسادة الركض. وبالإضافة إلى ذلك، استمر في الركض، وفي سباق 100 كيلومتر، حقق رقماً قياسياً امريكياً مطلقاً (مثلاً: الأفضل في الركض على المضمار والطريق كليهما) بتوقيت 6:38:21 في ال100 كيلومتر. وهذه النتيجة أيضاً كانت رقماً قياسياً لسادة الركض. في 1983، حقق رقماً قياسياً أمريكياً مطلقاً لأنه ركض 156 ميلاً، 1388 ياردة في 24 ساعة على مضمار ركض في ماين. في 1984، حقق رقماً قياسياً أمريكياً مطلقاً في 100 ميل بتوقيت 12:27:01، مرة أخرى في مضمار ركض. بعد سنة، حقق الرقم الأمريكي في ركض مضمار 100 كيلومتر بتوقيت 7:00:12. وبفعله ذلك، أصبح الرجل الأمريكي الوحيد الحاصل على رقم قياسي في سباق الطريق والمضمار بنسختيهما الأمريكية وفي نفس الحدث. وحتى الآن، في نهاية عام 2007، مازال توقيتيه 12:27:01 في 100 ميل و7:00:12 في 100 كيلومتر باقيين في سجل الارقام الأمريكية الرسمية لركض المضمار. في مهنته، حقق هاينريش أرقاماً وطنية أمريكية لأي عمر في مسافات الأولتراماراثون القياسية 100 كيلومتر، 200 كيلومتر، 100ميل والركض لأطول مسافة خلال 24 ساعة. في نهاية عام 2007، تم إدخال هاينريش في صالة المشاهير في الجمعية الأمريكية للركض الفائق.
في كتابه لماذا نركض: تاريخ طبيعي (عنوانه الأصلي: مسابقة البقر الوحشي)، قام هاينريش بانعكاسات على رياضة الركض كعالم، وحكى عن أداءه في سباق 100 كيلومتر الذي كان علامة في مهنة الأولتراماراثون. يفترض هاينريش، جامعاً خبراته كفسيولوجي، كأحيائي حيوانات مُقارِن متخصص في التمارين والتنظيم الحراري وكراكض، أن القدرة الإنسانية الفريدة لركض المسافات الطويلة في الحرارة ما هو إلا تكيف إنساني مماثل لتكيفات الركض في حيوانات أخرى. وفي مناقشة أخرى في كتابه، ذكر أن الإنسان تطور إلى راكض مسافات فائقة والذي يمكنه حتى إنهاك أسرع فرائسه، عن طريق مزيج من التحمل، الذكاء، والرغبة في الفوز (الصيد المثابر).

## كتبه[6]
- اقتصاد الطَنَّانَة (دار نشر جامعة هارفارد، 1979).
- التنظيم الحراري للحشرات (جون ويلي وأبناءه، 1981).
- في رقعة من الحطب: حياة الأحيائي في الميدان (دار نشر جامعة هارفارد، 1984).
- بومة رجل (دار نشر جامعة برينستون، 1987).
- الغربان في الشتاء (دار نشر سايمون وشوستر، 1989).
- الحشرات ذات الدم الحار: إستراتيجيات وآليات التنظيم الحراري (دار نشر جامعة هارفارد، 1993).
- سنة في غابات ماين (أديسون-ويزلي، 1994).
- المحاربون الحراريون: إستراتيجيات بقاء الحشرات (دار نشر جامعة هارفارد، 1996).
- الأشجار في غابتي (أديسون-ويزلي، 1997).
- عقل الغراب: تحقيقات ومغامرات مع الطيور الذئبية (هاربر كولنز، 1999).
- مسابقة البقر الوحشي: مالذي يمكن للحيوانات أن تعلمنا عن الركض والحياة (هاربر كولنز، 2001).
- عالم الشتاء: الإبداع في بقاء الحيوان (هاربر كولنز، 2003).
- أوزات بيفربوغ (هاربر كولنز، 2004).
- الطائر المشخر: رحلة عائلتي خلال قرن من الأحياء (هاربر كولنز، 2007).
- عالم الصيف: فصل المكافأة (هاربر كولنز، 2009).
- موسم التعشيش: الوقواق، الدّيّوثون وابتداع الزواج الأُحادي (دار نشر جامعة هارفارد، 2010).
- حياة أبدية: طريقة الحيوان في الموت (هوتون ميفلين هاركورت، 2012).
- الحَنِيْنُ للوَطَن: المعنى والغموض في هجرة الحيوان (هوتون ميفلين هاركورت، 2014).
- طائر على حدى: صور من حياة فردية (هوتون ميفلين هاركورت، 2016).

## أفلام وثائقية
في عام 2011، تم إصدار فيلم لمدة ساعة تحت عنوان فضول غير معتاد: في البيت وفي الطبيعة مع بيرند هاينريش. يتتبع هذا الفيلم بيرند هاينريش طوال سنة بينما يسترجع ماضيه ويشارك أفكاره حول الطبيعة، العلم، الفن، الجمال، الكتابة والركض.
ويظهر هاينريش، أيضاً، في سلسلة الأفلام الوثائقية أخرى تحت عنوان الحقيقة حول الأشجار. وهو مشروع فيلم من إنتاج جايمس آجي والذي كان مقرراً صدوره عام 2015.

## روابط خارجية
- An Interview with Bernd Heinrich (focused on running career)
- Bernd Heinrich's faculty page at the جامعة فيرمونت
- Bernd Heinrich's author page at هاربر كولنز
- Radio Open Source feature
- Naturalist's Notebook interview